# Rieucros
Rieucros é uma comuna francesa na região administrativa de Occitânia, no departamento de Ariège. Estende-se por uma área de 5,57 km². Em 2010 a comuna tinha 717 habitantes (densidade: 128,7 hab./km²).